# 阮咸

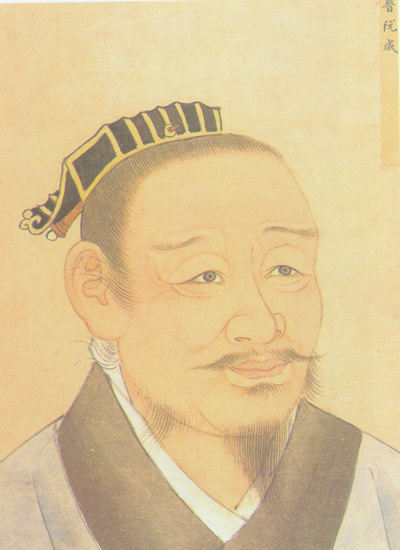
阮咸

阮 咸（げん かん、生没年不詳）は、竹林の七賢の一人。字は仲容。三国時代の魏および西晋の文人。陳留郡尉氏県の人。
また、伝説によりこの人が伝えたとされる4弦のリュート属撥弦楽器もその名を冠して「阮咸」と呼ばれる。

## 生涯
魏の武都太守阮熙の子であり、歩兵校尉阮籍の従子に当たる。阮瞻・阮孚の父である。竹林の七賢中では、存命中の事跡が非常に少なく、『世説新語』『晋書』及び唐宋代の類書中に見えるのみである。
その年齢は王戎に比較してやや年長であり、竹林の七賢中で二番目に年少である。若くして叔父の阮籍と共に飲酒宴遊した。散騎侍郎に任じられたが、西晋の時代、山濤が阮咸を吏部郎に推挙した時、武帝（司馬炎）は、その虚浮の談を尊び、飲酒の度が過ぎることを理由に用いなかった。
阮咸は、その人となりが放誕で、礼法に拘らず、当時の儒士に誹謗された。

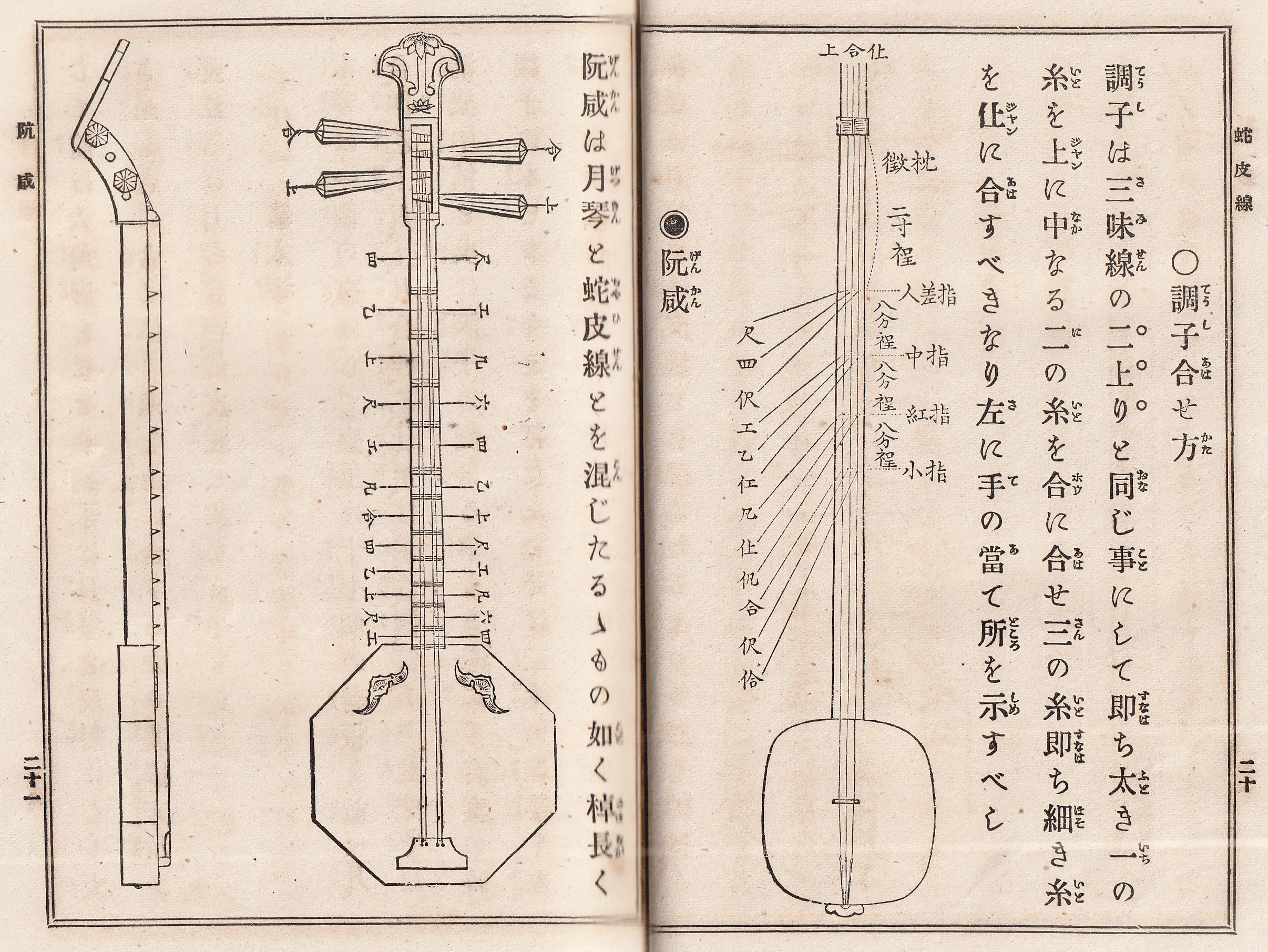
明清楽で使われる阮咸

また、琵琶を善くし、音律に精通していた。そこから、阮咸が亀茲伝来の琵琶を改造した、という説が生まれ、後世にはまた、その琵琶を阮咸と呼んだ。略称は阮。
後に、荀勗に憎まれて、始平太守に出されたので、後人は彼を阮始平と称した。後に長寿によって没した。

## 伝記資料
- 『晋書』巻49「阮籍伝」